# Яковлєв Борис Іванович
Бори́с Іва́нович Я́ковлєв (рос. Борис Иванович Яковлев; 4 січня 1884, Казань — 14 квітня 1963, Москва) — російський і радянський скульптор і педагог.

## З життєпису
Народився 4 січня 1884 року в місті Казані (нині Татарстан, Російська Федерація). 1911 року закінчив Петербурзький університет; у 1917 році — Петербурзьку академію мистецтв.
У 1920—1930-х роках викладач Одеського художнього інституту. Помер у Москві 14 квітня 1963 року.

## Творчість
Працював у галузі станкової скульптури. Серед робіт:
- «Мати робітника. Скорбота» (1911);
- «Персей з головою Медузи» (1917);
- «Жіноча голова» (1927);
- «На варті» (1929);
- погруддя Богдана Хмельницького, Вацлава Воровського, Фелікса Дзержинського.